# Ronimo Games
Ronimo Games was een Nederlands computerspelontwikkelaar gevestigd in Utrecht. Het bedrijf werd in 2007 opgericht door enkele voormalige studenten van de Hogeschool voor de Kunsten Utrecht.

## Geschiedenis
In 2006 ontwikkelde en publiceerde het team van Ronimo onder de naam Banana Games de oorspronkelijke freeware Windows-versie van de Blob. Uitgever THQ was onder de indruk van de game en kocht de rechten. De ontwikkeling van versies voor de Nintendo DS, Wii en iPhone liet THQ over aan derden. Met het geld, dat het team kreeg voor de rechten van De Blob, werd Ronimo opgericht. De naam Ronimo staat voor de eerste letters van de woorden "Robot Ninja Monkeys".
Ronimo's eerste officiële game is de 2D-real-time strategy Swords & Soldiers, die in mei 2009 werd uitgegeven voor de Wii. Swords & Soldiers werd door critici positief ontvangen, en heeft een Metacritic-score van 84, en een GameRankings score van 84%.
Op 23 augustus 2023 werd Ronimo Games failliet verklaard. Volgens een onofficiële verklaring op de Discord server van Ronimo Games kwam dit door een serie van ongelukkige tegenslagen tijdens het werk aan een nieuw project.

## Ontwikkelde spellen
| Release | Titel                | Platform                                                                        |
| ------- | -------------------- | ------------------------------------------------------------------------------- |
| 2009    | Swords & Soldiers    | Android, iOS, Linux, Mac OS X, Nintendo 3DS, PlayStation 3, Windows, Wii, Wii U |
| 2012    | Awesomenauts         | Linux, OS X, PlayStation 3, PlayStation 4, Windows, Xbox 360, Xbox One          |
| 2015    | Swords & Soldiers II | Wii U                                                                           |